# Dušan Vujović
Dušan Vujović (en serbe en écriture cyrillique : Душан Вујовић), né le 22 juillet 1951 à Požarevac (république populaire de Serbie, RFS de Yougoslavie) et mort le 15 mai 2025, est un économiste serbe. Sans étiquette, le 27 avril 2014, il est élu ministre de l'Économie dans le gouvernement d'Aleksandar Vučić.

## Biographie

### Études et carrière
Né en 1951 à Požarevac, Dušan Vujović effectue ses études supérieures à la Faculté d'économie de l'université de Belgrade, où il obtient une licence, un master et un doctorat portant sur la modélisation macroéconomique. Il poursuit ses recherches à l'université de Californie à Berkeley aux États-Unis. Il enseigne dans plusieurs universités, notamment à Belgrade à l'université d'économie, de finances et d'administration (FEFA), une institution privée, où il devient directeur de l'Institut de développement et de compétitivité,,,, affilié à l'Institute for Strategy and Competitiveness de la Harvard Business School.
Au cours de sa carrière, Dušan Vujović travaille pour la Banque mondiale, qu'il représente en Ukraine, et devant laquelle il est un représentant de la République fédérale de Yougoslavie au conseil des gouverneurs,. À partir de 2011, il devient consultant auprès de la Banque et de l'USAID pour les questions liées à l'innovation et aux réformes du budget et de l'administration publique.
En tant qu'économiste, il publie également de nombreux travaux et des articles. Il est également rédacteur en chef du magazine Finansije, publié par le ministère des Finances du gouvernement serbe,,.

### Ministre
Après les élections législatives serbes anticipées du 16 mars 2014, Aleksandar Vučić, le président du Parti progressiste serbe (SNS), est chargé par le président de la République Tomislav Nikolić de constituer un nouveau gouvernement. Approché, Dušan Vujović accepte d'en devenir membre et, le 27 avril 2014, il est élu par l'Assemblée nationale ministre de l'Économie dans ce nouveau gouvernement,,.
Le 12 juillet 2014, après que Lazar Krstic ait annoncé sa démission du gouvernement lors d'une conférence de presse avec le Président du gouvernement Aleksandar Vučić, Vujović lui succède comme ministre des Finances. Il occupe le poste de ministre de l'Économie jusqu'au 3 septembre 2014.

### Vie privée
Dušan Vujović est marié et père de deux enfants. Il parle anglais et russe.